# Den skyldige
Den skyldige (conocida internacionalmente con el título inglés The Guilty, y en países de habla española como La culpa o El culpable) es una película danesa del año 2018 coescrita y dirigida por Gustav Möller. Se proyectó en la sección World Cinema Dramatic Competition en el Festival de Cine de Sundance de 2018. La película fue distribuida en los Estados Unidos por Magnolia Pictures. Fue seleccionada como representante de Dinamarca a la Mejor película en lengua extranjera en los 91.º Premios de la Academia, alcanzando la lista corta de diciembre. Una versión estadounidense del mismo nombre ha sido protagonizada por Jake Gyllenhaal en 2021.

## Sinopsis
Holm, un oficial de policía de Copenhague asignado a servicio de oficina en un centro de despacho de emergencias, mientras se encuentra bajo revisión disciplinaria, se ve involucrado en un posible caso de secuestro y se ve tentado a doblar o romper la ley para garantizar el regreso seguro de una mujer que le llamó por la línea de emergencia.

## Personajes
- Jakob Cedergren como Asger Holm.
- Jessica Dinnage como Iben Østergård (voz).
- Omar Shargawi como Rashid (voz).
- Johan Olsen como Michael Berg (voz).
- Katinka Evers-Jahnsen como Mathilde Østergård (voz).
- Jacob Lohmann como Bo (voz).
- Simon Bennebjerg como Nikolaj Jensen (voz).
- Laura Bro como Tanja Brix (voz).
- Morten Thunbo como Torben.

## Recepción crítica
El sitio Rotten Tomatoes le da una puntuación de 99% basado en 88 críticas y una calificación de 7.9/10. Metacritic asignó a la película una puntuación normalizada de 83 sobre 100, basada en 23 críticas, que indica "aclamación universal".